# Inguna Minusa
Inguna Minusa (* 17. August 1977 in Riga) ist eine lettische Beachvolleyballspielerin.

## Karriere
Minusa absolvierte ihre ersten internationalen Turniere im Jahr 2000 mit Inga Pūliņa. Bei ihrer ersten WM-Teilnahme schied sie 2001 in Klagenfurt ohne Satzgewinn nach der Vorrunde aus. Die Europameisterschaften 2003 in Alanya und 2004 in Timmendorfer Strand beendeten Minusa/Pūliņa jeweils auf dem neunten Rang.
Von 2005 bis 2012 bildete Minusa ein festes Duo mit Inese Jursone. Bei der Europameisterschaft 2006 schieden die Lettinnen nach Niederlagen gegen das griechische Duo Arvaniti/Karadassiou und die Tschechinnen Nakladalova/Tobiasova aus. Im nächsten Jahr belegten sie bei der Weltmeisterschaft in Gstaad nach dem Aus in der ersten Hauptrunde gegen Tian Jia/Wang Jie Rang 17. Die anschließende EM in Valencia beendeten sie als Neunte. Bei der nächsten Europameisterschaft in Hamburg und der WM 2009 erreichten sie jeweils den 17. Platz. Ihren bislang größten Erfolg feierten Jursone/Minusa bei der Europameisterschaft in Sotschi, als sie das Finale (17:15 im Tiebreak) gegen die deutschen Titelverteidigerinnen Sara Goller und Laura Ludwig gewannen. Das folgende EM-Turnier endete für die Lettinnen im Viertelfinale gegen die finnischen Schwestern Emilia und Erika Nyström. Bei der Weltmeisterschaft 2011 schieden sie als Gruppenletzte bereits nach der Vorrunde aus.
Von 2011 bis 2013 spielte Minusa auch wieder an der Seite von Ikauniece (früher Pūliņa). Bei der WM 2013 in Stare Jabłonki schieden Minusa/Ikauniece sieglos nach der Vorrunde aus.